# Satélite espião

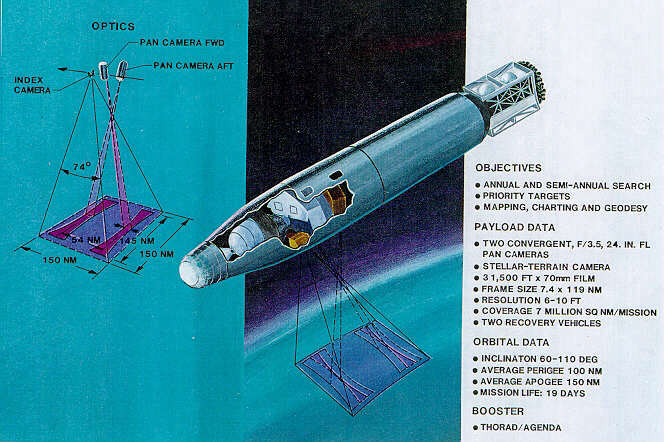
Satélite KH-4B Corona

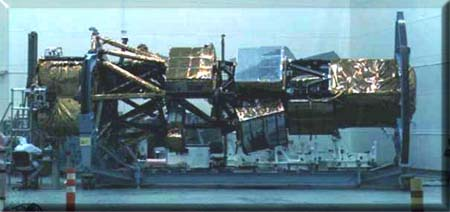
Lacrosse, satélite de reconhecimento por radar, em construção.

Um satélite espião (oficialmente referenciado como sendo um satélite de reconhecimento) é um satélite de observação da Terra ou um satélite de comunicação utilizado para fins militares ou de espionagem. A primeira geração de satélites espiões, (Corona e Zenit) fotografavam a superfície da Terra e então ejetavam capsulas com os filmes fotográficos, os quais desciam e eram recuperados em solo. Mais tarde, os satélites espiões foram equipados com sistemas de fotografia digital e transmitiam as imagens através de conexões de rádio.

## Origens
Em 16 de março de 1955, a Força Aérea dos Estados Unidos iniciou oficialmente o desenvolvimento de um avançado satélite de reconhecimento para possibilitar uma vigilância contínua de "áreas pré-selecionadas da Terra", a fim de "determinar o status da capacidade bélica de um inimigo em potencial". Em 1961 foi criado o Escritório Nacional de Reconhecimento, uma agência de inteligência para criar e operar os satélites espiões dos Estados Unidos.

## Missões
Exemplo de missões de satélites de reconhecimento:
- Fotografia de alta resolução (IMINT)
- Comunicações criptografadas (SIGINT)
- Comunicações secretas.
- Detecção de testes nucleares proibidos.
- Detecção de lançamento de mísseis.
- Rastreamento veloz

## Tipos

### Estados Unidos
- Lacrosse/Onyx
- Misty/Zirconic
- Samos
- Quasar
- Vela
- Vortex/Chalet
- Key Hole (KH) -- uma série de satélites de imageamento:

| Período   | Designação   | Codinome              | Óptica                                              | Notas |
| --------- | ------------ | --------------------- | --------------------------------------------------- | --- |
| 1959–1972 | KH-1 to KH-4 | Corona                | Resolução: 7,5 m, 2,75 m, 1,8 m Focal length: 0,6 m | Primeira série de satélites espiões dos EUA; fotografias retornavam no rolo de filme.                                                           |
| 1960–1962 | –            | Samos                 | Res: 30 to 1,5 m Foc len: 0,7 to 1,83 m             | A maioria dos voos usava rádio para transmitir as imagens; alguns filmes retornavam; provavelmente cancelada devido à má qualidade das imagens. |
| 1961–1964 | KH-5         | Argon                 | Res: 140 m Foc len: 76 mm                           | Filme retornava. |
| 1963      | KH-6         | Lanyard               | Res: 1,8 m Foc len: 1,67 m                          | Operação de curta duração para imageamento de um sítio específico; usava uma câmera a partir do programa Samos; filme retornava.                |
| 1963–1967 | KH-7         | Gambit                | Res: 0,46 m                                         | Filme retornava. |
| 1966–1984 | KH-8         | Gambit Big Bird       | Res: 0,5 m                                          | Filme retornava. |
| 1971–1986 | KH-9         | Hexagon Big Bird      | Res: 0,30 m                                         | Filme retornava. |
| cancelado | KH-10        | Dorian                |                                                     | Manned Orbital Laboratory; estação espacial baseada no programa Gemini.                                                                         |
| 1976–1995 | KH-11        | Crystal Kennan        | Res: 0,15 m Mirror: 2,3 m                           | Primeiro satélite espião que se tem notícia a usar imagens digitais. Tinha um tamanho e layout geral similar ao Telescópio espacial Hubble.     |
| 1990—?    | KH-12        | Ikon Improved Crystal | Res: 0,15 to 0,10? m Mirror: 2,4 to 4? m            | Imagens digitais; possivelmente incorporou baixos níveis de luz e imageamento infravermelho na faixa de 3 a 5 micrômetros.                      |
| 1999—?    | KH-13        | 8X? EIS?              | Res: 0,10? to 0,04? m Mirror: 4? m                  | Pouca informação; possivelmente fazia imagens de radar ou talvez usasse tecnologia stealth.                                                     |

### União Soviética
- Cosmos
- RORSAT (Cosmos series).[4] Usava um radar alimentado por reatores nucleares.
- Almaz
- Yantar
- Zenit

### China
- Fanhui Shi Weixing
  - FSW-0
  - FSW-1
  - FSW-2
  - FSW-3

### Alemanha
- SAR-Lupe 1-5

### França
- Helios 1B (destruído), Helios 2A

### Reino Unido
- Zircon

### Índia
- Technology Experiment Satellite

### Iran
- Sinah-1
- Mesbah (pronto para lançamento)

### Israel
- Ofeq

### Japão
- Information Gathering Satellite

### Egito
- EgyptSat 1
- EgyptSat 2 (planejado)
- DesertSat (planejado para o fim de 2007)

### Coréia do Sul
- Arirang-2

## Em ficção
Satélites espiões são frequentemente vistos em filmes sobre espionagem ou ficção militar. Alguns trabalhos de ficção que focalizam especialmente os satélites espiões incluem:
- The OMAC Project